# Manat turkmeński

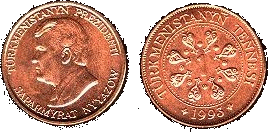
1 Tennesi (1993)

Manat turkmeński (ISO 4217: TMT) – waluta obowiązująca w Turkmenistanie. Jeden manat dzieli się na sto tenge.
Słowo manat pochodzi od rosyjskiego монета. 
Manat został wprowadzony do obiegu 1 listopada 1993 r. i zastąpił dotychczas obowiązujące ruble radzieckie i rosyjskie w stosunku: 500 rubli = 1 manat. Wymiana rubli trwała od 29 października do 2 listopada 1993. Każdy obywatel mający skończone 16 rok życia i posiadający paszport mógł jednorazowo wymienić 30000 rubli na 60 manatów.  
1 stycznia 2009 r. nastąpiła denominacja według przelicznika 5000 TMM (starych) = 1 nowy (ISO 4217: TMT). Wprowadzono monety o nominałach 1, 2, 5, 10, 20 i 50 tenge oraz banknoty: 1, 5, 10, 20, 50, 100. Od 1 stycznia 2009 roku do 31 grudnia 2009 roku obowiązywał okres przejściowy, w którym w obiegu jako prawne środki płatnicze występowały zarówno stare, jak i nowe banknoty. W momencie denominacji dostępne były banknoty o nominałach: 50, 100, 500, 1000, 5000 i 10000 manatów. Na wszystkich banknotach przed denominacją znajdował się portret Turkmenbaszy Saparmurata Nijazowa.
Oficjalny kurs manata zrównał się z czarnorynkowym. Według kursu obowiązującego (stan na 18 lipca 2010) 1 USD to 14251 manatów. Euro kosztuje 18527 manatów, rubel – 468 manatów, funt szterling – 21890 manatów, złoty – 4509 manatów.